# Infans conceptus pro nato habetur quoties de commodis ejus agitur
Infans conceptus pro nato habetur quoties de commodis ejus agitur is een Latijns juridisch adagium dat betekent dat een verwekt kind als geboren kind wordt beschouwd telkens het er voordeel bij heeft.

## België
In het personen- en familierecht kan een erkenning van afstamming reeds plaatsvinden ten gunste van een verwekt kind. Zulke erkenning kan gebeuren op elk ogenblik van de zwangerschap op basis van een zwangerschapsattest opgesteld door een arts of een vroedvrouw (art. 328, §3 van het Oud Burgerlijk Wetboek (oud BW)).
In het erfrecht moet men, om erfgerechtigd te zijn, bestaan op het ogenblik dat de nalatenschap openvalt. Evenwel worden kinderen die op dat ogenblik zijn verwekt en die later levensvatbaar zullen worden geboren, eveneens als erfgerechtigd worden beschouwd (art. 4.4 van het Burgerlijk Wetboek (BW)).
In het giftenrecht geldt er een gelijkaardige regel ten aanzien van schenkingen en testamenten. Om uit een schenking of een testament te verkrijgen, is het immers voldoende dat men is verwekt op het ogenblik van de schenking dan wel het ogenblik van de dood van de testator. Niettemin zal de schenking of het testament slechts gevolg hebben indien het kind levensvatbaar wordt geboren (art. 4.137 BW).